# Sund (gmina Trosa)
Sund – miejscowość (tätort) w Szwecji, w regionie administracyjnym (län) Södermanland (gmina Trosa).
Miejscowość jest położona w prowincji historycznej (landskap) Södermanland nad jeziorem Sillen, ok. 30 km na południowy zachód od Södertälje w kierunku Nyköping.
W 2010 r. Sund liczyło 329 mieszkańców.